# Carl Cederström (jurist)
Bror Carl Cederström, född den 12 juni 1861 i Ystad, död den 28 april 1933 i Lund, var en svensk friherre och jurist. Han var son till Bror Cederström.
Cederström blev student vid Lunds universitet 1879 och avlade examen till rättegångsverken 1884. Han blev vice häradshövding 1887, tillförordnad fiskal i Skånska hovrätten 1889, adjungerad ledamot där 1893, ordinarie fiskal 1897, assessor 1898, tillförordnad revisionssekreterare 1903, konstituerad revisionssekreterare 1903, hovrättsråd i Skånska hovrätten 1904 och ordinarie revisionssekreterare 1905. Cederström var auditör vid Skånska dragonregementet 1887–1897 och häradshövding i Ingelstads och Järrestads domsaga 1906–1931. Han blev riddare av Nordstjärneorden 1905 och kommendör av andra klassen av samma orden 1919. Cederström är gravsatt i Norra krematoriets kolumbarium på Norra begravningsplatsen utanför Stockholm.